# 페퍼 팟
페퍼 팟(영어: pepper pot) 또는 필라델피아 페퍼 팟(영어: Philadelphia pepper pot)은 미국의 수프 또는 스튜이다. 소 양, 채소, 향신료를 넣어 만들며, 서아프리카와 카리브 요리에 기원을 둔다. 대서양 노예 무역을 통해 미국으로 전파되었으며, 19세기 필라델피아에서 흑인 여성들에 의해 이 지역의 대표적인 요리가 되었다. 미국 최초의 길거리 음식 중 하나이다.

## 이름
영어 "페퍼 팟(pepper pot)"은 "초(여기서는 고추)"를 뜻하는 "페퍼(pepper)"와 "냄비"를 뜻하는 "팟(pot)"이 합쳐진 말이다.

## 사진

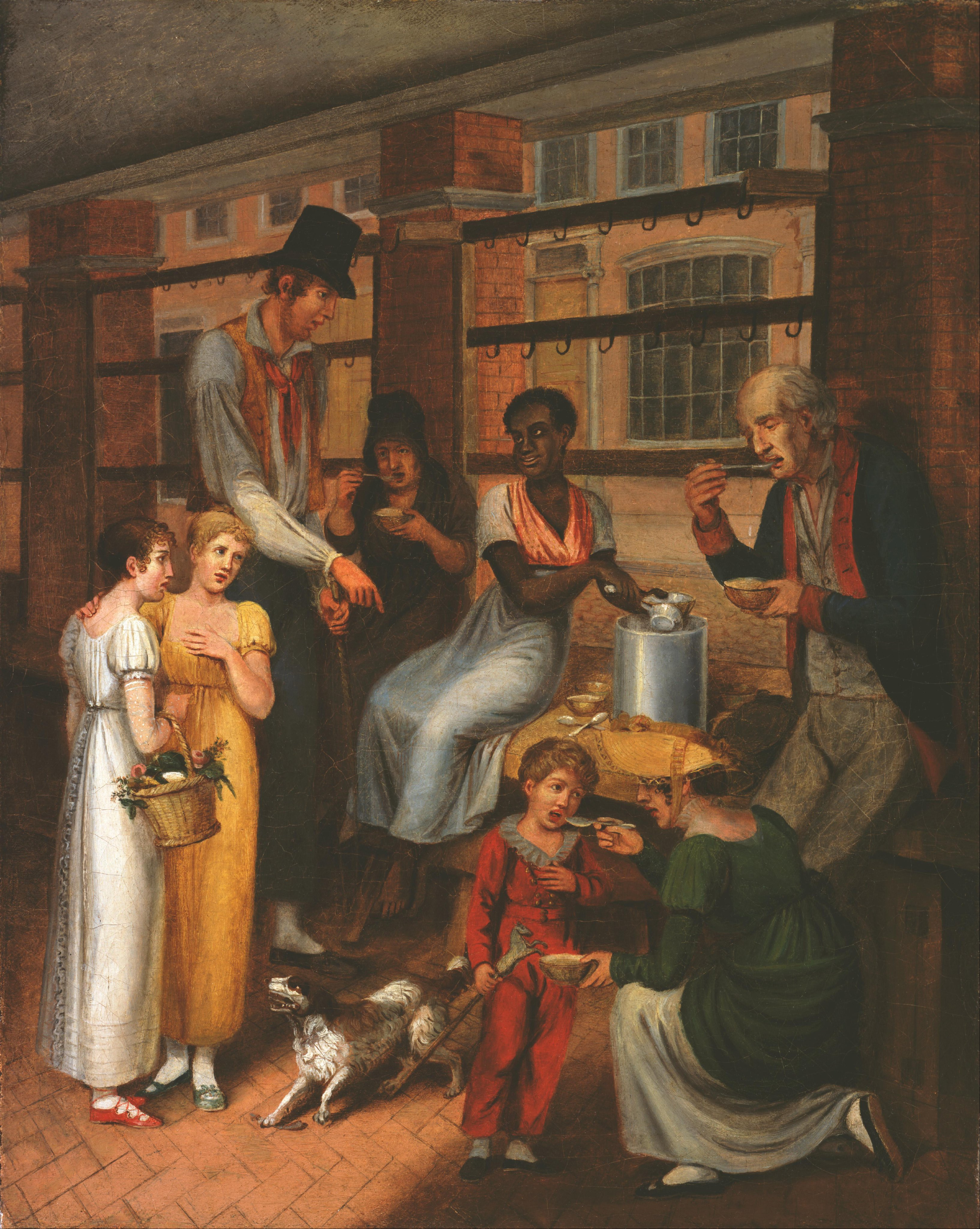
존 루이스 크리멀의 1811년 그림 〈페퍼 팟: 필라델피아 시장의 장면〉: 필라델피아의 페퍼 팟 거리에서 상인이 손님에게 수프를 퍼 주는 모습이 담겨 있다.